# Pleolophus
Pleolophus är ett släkte av steklar som beskrevs av Henry Keith Townes, Jr. 1962. Pleolophus ingår i familjen brokparasitsteklar.

## Dottertaxa tillPleolophus, i alfabetisk ordning[1][2]
- Pleolophus annulosus
- Pleolophus astrictus
- Pleolophus atrijuglans
- Pleolophus basizonus
- Pleolophus beijingensis
- Pleolophus borrori
- Pleolophus brachypterus
- Pleolophus cerinostomus
- Pleolophus clypealis
- Pleolophus contractus
- Pleolophus coriaceus
- Pleolophus funereoides
- Pleolophus furvus
- Pleolophus grossus
- Pleolophus hetaohei
- Pleolophus indistinctus
- Pleolophus isomorphus
- Pleolophus jakimavichiusi
- Pleolophus lapponicus
- Pleolophus larvatus
- Pleolophus micropterus
- Pleolophus nigribasis
- Pleolophus pilatus
- Pleolophus rubrocinctus
- Pleolophus sapporensis
- Pleolophus secernendus
- Pleolophus sericans
- Pleolophus setiferae
- Pleolophus sperator
- Pleolophus subterminatus
- Pleolophus suigensis
- Pleolophus vestigialis